# Zoetwaterpissebed
De zoetwaterpissebed, ook wel waterezeltje, kleine waterpissebed of waterluis (Asellus aquaticus), is een kreeftachtige uit de familie Asellidae (waterpissebedden).
De wetenschappelijke naam van de soort is gepubliceerd in 1758 door Carl Linnaeus in de tiende editie van Systema naturae.

## Beschrijving
De zoetwaterpissebed wordt tot 25 millimeter lang en heeft een bruine kleur. Het lichaam draagt zeven paar poten en een paar antennes. Sommige exemplaren hebben minder of afwijkende poten; deze zijn dan afgerukt en groeien weer aan. Het lichaam is wat platter dan bij de op het land levende soorten.

## Algemeen
De zoetwaterpissebed is een van de weinige soorten pissebedden in Nederland en België die niet op het land leeft, maar in zoet water in sloten, rivieren en kanalen. De pissebed leeft van organisch materiaal op de bodem van het water en is een typische afvaleter die in grote hoeveelheden kan voorkomen. De pissebed prefereert stilstaand tot zwak stromend water en houdt zich vaak op onder stenen of in waterplanten. Belangrijke vijanden zijn vissen en met name in het water levende insecten zoals de larven van libellen en de larven en imagines van waterkevers.

## Voortplanting
Bij de voortplanting kruipt het mannetje op de rug van het vrouwtje en kan dit tot drie dagen uithouden. Tijdens de paring keren de dieren zich met de buikzijde naar elkaar toe. De eitjes worden door het vrouwtje, net als bij andere pissebedden, afgezet in een broedbuidel onder de buik. De jonge dieren komen pas tevoorschijn als ze het larvale stadium zijn gepasseerd. Ze leven gedurende deze tijd van de uitwerpselen van hun ouders.